# Élection présidentielle grecque de 2000
L'élection présidentielle grecque de 2000 s'est déroulée le 8 février 2000 en Grèce.
Le président sortant Konstantínos Stefanópoulos est réélu par 269 voix sur 298 pour un nouveau mandat de cinq ans. Il a l'appui de ND et du PASOK. Les 10 députés du Synaspismós ont voté pour leur candidat. Les 19 députés KKE et DIKKI s’abstiennent et 2 étaient absents.

## Résultats
| Candidat                 | Candidat                   | Parti                    | Premier tour | Premier tour |
| Candidat                 | Candidat                   | Parti                    | Voix         | %            |
| ------------------------ | -------------------------- | ------------------------ | ------------ | ------------ |
|                          | Konstantínos Stefanópoulos | Sans                     | 269          | 96,41        |
|                          | Leonídas Kýrkos            | SYN                      | 10           | 3,59         |
|                          |                            |                          |              |              |
| Majorité requise         | Majorité requise           | Majorité requise         | 200 voix     | 200 voix     |
|                          |                            |                          |              |              |
| Suffrages exprimés       | Suffrages exprimés         | Suffrages exprimés       | 279          | 93,62        |
| Votes blancs et nuls     | Votes blancs et nuls       | Votes blancs et nuls     | 19           | 6,38         |
| Total                    | Total                      | Total                    | 298          | 100          |
| Absents                  | Absents                    | Absents                  | 2            | 0,66         |
| Inscrits / Participation | Inscrits / Participation   | Inscrits / Participation | 300          | 98,34        |